# (2447) Kronstadt
(2447) Kronstadt est un astéroïde de la ceinture principale.

## Description
(2447) Kronstadt est un astéroïde de la ceinture principale. Il fut découvert le 31 août 1973 à Naoutchnyï par Tamara Smirnova. Il présente une orbite caractérisée par un demi-grand axe de 2,54 UA, une excentricité de 0,26 et une inclinaison de 8,8° par rapport à l'écliptique.

## Compléments